# Trobada de cantadors d'Espolla
Trobada de cantadors d'Espolla és una reunió anual de cantadors de glosa que se celebra a Espolla. Les trobades, iniciades l'any 2003, són coordinades per l'Associació Cultural La Fraternal d'Espolla, a qui amb els anys s'hi han sumat el mateix Ajuntament d'Espolla, l'associació Cor de Carxofa, IAEDEN i Grallers d'Espolla.
A la primera trobada, el 2003, hi van assistir, entre d'altres, Jaume Arnella, Francesc Tomàs Panxito, Pere Pau, Ramon Manent, Helena Casas, Mireia Mena, Brillant, Marcel Casellas, Simone Lambregts.
Se solia celebrar al gener, el dissabte anterior a la Fira de l'oli, però des de l'any 2011 se celebra al juliol. En aquestes trobades es desenvolupa un taller d'iniciació al cant improvisat, a càrrec de cantadors més experts. Acabats els tallers comença la trobada, on un grup convidat comença la vetllada i, un cop acaben, el públic pot participar en els cants improvisats. La part final consisteix en un combat entre cantadors, anomenat "Combat d'entronització del Rei o la Reina de les Nyacres".

## Llista de guanyadors
Llista dels guanyadors de les diverses edicions del "Combat d'entronització del Rei o la Reina de les Nyacres"
- 1a trobada, 2003, Mireia Mena
- 2a trobada, 2004, Mireia Mena
- 3a trobada, 2005, Francesc Ribera
- 4a trobada, 2006, Francesc Ribera
- 5a trobada, 2007, Mireia Mata[5][6]
- 6a trobada, 2008, Mireia Mata
- 7a trobada, 2009, Francesc Ribera
- 8a trobada, 2010, Ferriol Macip[7]
- 9a trobada, 2011, Ferriol Macip
- 10a trobada, 2012, Mateu Xurí[8]
- 11a trobada, 2013, Ferriol Macip[9]
- 12a trobada, 2014, Maribel Servera[10]
- 13a trobada, 2015, Gemma Balagué[11]
- 14a trobada, 2016, Margarita Joanmiquel
- 15a trobada, 2017, Pau Rierol
- 16a trobada, 2018, Pau Rierol
- 17a trobada, 2019, Núria Casals[12]
- 18a trobada, 2022, Joan Font[13]
- 19a trobada, 2023, desert